# ハリソン・フォード (1884年生の俳優)
ハリソン・フォード（Harrison Ford, 1884年3月16日 - 1957年12月2日）は、アメリカ合衆国の俳優である。1942年生まれで同姓同名の同国俳優ハリソン・フォードとの血縁関係はない。

## 人物・来歴
ミズーリ州カンザスシティ生まれ。当初のキャリアは舞台俳優で、満20歳を迎える1904年初頭、ニューヨーク・ブロードウェイのハドソン劇場の舞台に立ち、Ranson's Folly に出演した記録がある。1909年3月29日、舞台女優のベアトリス・プレンティスと結婚する。1915年秋に Rolling Stones で同じくブロードウェイのハリス劇場に立ったのが、舞台での最後の記録である。同年12月31日に公開されたヘンリー・W・サヴェジ監督のサイレント映画 Excuse Me に出演し、映画界に転向する。
1917年、ユニヴァーサル・フィルム・マニュファクチュアリング・カンパニー（現在のユニバーサル・ピクチャーズ）傘下に前年設立のブルーバード映画で、ロイス・ウェバー監督の『予言者』にのみ主演し、同作は日本でも公開された。同年から、ジェシー・L・ラスキー・フィーチャー・プレイ・カンパニー（フェイマス・プレイヤー＝ラスキー）で、ヴィヴィアン・マーティン、コンスタンス・タルマッジらの相手役を務め、1918年にはパラマウント映画に移籍している。以降も、ワンダ・ホウリー、ビーブ・ダニエルズ、ノーマ・タルマッジ、マリオン・デイヴィス、マリー・プレヴォー、と多く主演女優の相手役を務める。
1929年、レスリー・ピアス監督の Her Husband's Women で主演のロイス・ウィルソンの相手役を務め、初めてのトーキー出演を果たす。同年、ヴァイタフォン録音による作品 The Flattering Word に主演後は、しばらく映画出演から遠ざかる。1932年、3年ぶりにカムバックし、フランク・R・ストレイヤー監督のトーキー Love in High Gear に主演したが、最後まで「主演男優」のまま、同作をもって48歳で引退した。
1951年9月13日、不慮の交通事故に遭い、その負傷を完治せぬまま、1957年12月2日、カリフォルニア州ロサンゼルス郡ロサンゼルス市ウッドランド・ヒルズで死去した。73歳没。同郡グレンデールにあるフォレスト・ローン・メモリアル・パークに眠る。映画業界への貢献により、ロサンゼルス市内のハリウッド大通り6667番地にハリウッド・ウォーク・オブ・フェームの星を刻む。

## フィルモグラフィ
すべて出演作である。

### 1910年代
- Excuse Me : 監督ヘンリー・W・サヴェジ、原作戯曲ルパート・ヒューズ、主演ジョージ・F・マリオン、1915年 - 出演・役 Lt. Harry Mallory
- Anton the Terrible : 監督ウィリアム・C・デミル、主演シオドア・ロバーツ、1916年 - 出演・役 David Burkin
- 『予言者』 The Mysterious Mrs. Musslewhite : 監督ロイス・ウェバー、1917年 - 主演・役 Raymond Van Seer
- The Tides of Barnegat : 監督マーシャル・ニーラン、主演ブランチ・スウィート、1917年 - 出演・役 Sidney Gray
- A Roadside Impresario : 監督ドナルド・クリスプ、1917年 - 出演・役 Craig Winton
- The Crystal Gazer : 監督ジョージ・メルフォード、主演ファニー・ワード、1917年 - 出演・役 Dick Alden
- 『羊飼の娘』 On the Level : 監督ジョージ・メルフォード、主演ファニー・ワード、1917年 - 出演・役 Joe Blanchard
- The Sunset Trail : 監督ジョージ・メルフォード、主演ヘンリー・A・バロウズ、1917年 - 出演・役 Kirk Levington
- 『モリーの当惑』 Molly Entangled : 監督ロバート・ソーンビー、主演ヴィヴィアン・マーティン、1917年 - 出演・役 Barney Malone
- 『老船長の娘』（別題『女案内者』） A Petticoat Pilot : 監督ローリン・スタージョン、主演ヴィヴィアン・マーティン、1918年 - 出演・役 Crawford Smith
- Unclaimed Goods : 監督ローリン・スタージョン、主演ヴィヴィアン・マーティン、1918年 - 出演・役 Danny Donegan
- Viviette : 監督ウォルター・エドワーズ、主演ヴィヴィアン・マーティン、1918年 - 出演・役 Austin Ware
- 『心臓乱舞』 Good Night, Paul : 監督ウォルター・エドワーズ、主演コンスタンス・タルマッジ、1918年 - 出演・役 Paul Boudeaux
- 『緑の靴下』 A Pair of Silk Stockings : 監督ウォルター・エドワーズ、主演コンスタンス・タルマッジ、1918年 - 出演・役 Sam Thornhill
- Sauce for the Goose : 監督ウォルター・エドワーズ、主演コンスタンス・タルマッジ、1918年 - 出演・役 John Constable
- The Cruise of the Make-Believes : 監督ジョージ・メルフォード、主演ライラ・リー、1918年 - 出演・役 Gilbert Byfield
- 『海賊の娘』（別題『可愛い海賊』） Such a Little Pirate : 監督ジョージ・メルフォード、主演ライラ・リー、1918年 - 出演・役 Rory O'Malley
- Mrs. Leffingwell's Boots : 監督ウォルター・エドワーズ、主演コンスタンス・タルマッジ、1918年 - 出演・役 Mr. Leffingwell
- A Lady's Name : 監督ウォルター・エドワーズ、主演コンスタンス・タルマッジ、1918年 - 出演・役 Noel Corcoran
- Who Cares? : 監督ウォルター・エドワーズ、主演コンスタンス・タルマッジ、1919年 - 出演・役 Martin Grey
- Romance and Arabella : 監督ウォルター・エドワーズ、主演コンスタンス・タルマッジ、1919年 - 出演・役 Bill
- You Never Saw Such a Girl : 監督ロバート・G・ヴィニョーラ、主演ヴィヴィアン・マーティン、1919年 - 出演・役 Eric Burgess
- 『試みの結婚』 Experimental Marriage : 監督ロバート・G・ヴィニョーラ、主演コンスタンス・タルマッジ、1919年 - 出演・役 Foxcroft Grey
- 『隠れたる冒険』 The Veiled Adventure : 監督ウォルター・エドワーズ、共演コンスタンス・タルマッジ、1919年 - 主演・役 Richard Annesly
- Happiness a la Mode : 監督ウォルター・エドワーズ、主演コンスタンス・タルマッジ、1919年 - 出演・役 Richard Townsend
- Girls : 監督ウォルター・エドワーズ、主演マーゲリット・クラーク、1919年 - 出演・役 Edgar Holt
- 『愛の女性』（別題『愛の覚醒』） The Third Kiss : 監督ロバート・G・ヴィニョーラ、主演ヴィヴィアン・マーティン、1919年 - 出演・役 Oliver Cloyne
- 『花嫁進呈』 The Lottery Man : 監督ジェームズ・クルーズ、主演ウォレス・リード、1919年 - 出演・役 Foxhall Peyton
- Hawthorne of the U.S.A. : 監督ジェームズ・クルーズ、主演ウォレス・リード、1919年 - 出演・役 Rodney Blake

### 1920年代
- 『若き妻』（別題『若きウィンスロップ夫人』） Young Mrs. Winthrop : 監督ウォルター・エドワーズ、主演エセル・クレイトン、1920年 - 出演・役 Douglas Winthrop
- Easy to Get : 監督ウォルター・エドワーズ、主演マーゲリット・クラーク、1920年 - 出演・役 Bob Morehouse
- 『独身同盟』（別題『ホッブス嬢』） Miss Hobbs : 監督ドナルド・クリスプ、主演ワンダ・ホウリー、1920年 - 出演・役 Wolff Kingsearl
- 『恋する女』 A Lady in Love : 監督ウォルター・エドワーズ、主演エセル・クレイトン、1920年 - 出演・役 Brent
- Food for Scandal : 監督ジェームズ・クルーズ、主演ワンダ・ホウリー、1920年 - 出演・役 Watt Dinwiile
- 『女よ悪魔よ』 Oh, Lady, Lady : 監督モーリス・キャンベル、主演ビーブ・ダニエルズ、1920年 - 出演・役 Hale Underwood
- Her Beloved Villain : 監督サム・ウッド、主演ワンダ・ホウリー、1920年 - 出演・役 Martinot
- 『情熱の薔薇』 Passion Flower : 監督ハーバート・ブレノン、主演ノーマ・タルマッジ、1921年 - 出演・役 Norbert
- 『亭主の好きな』 Wedding Bells : 監督チェスター・ワージー、主演コンスタンス・タルマッジ、1921年 - 出演・役 Reginald Carter
- A Heart to Let : 監督エドワード・ディロン、主演ジャスティン・ジョンストン、1921年 - 出演・役 Burton Forbes
- 『奇蹟』 The Wonderful Thing : 監督ハーバート・ブレノン、主演ノーマ・タルマッジ、1921年 - 出演・役 Donald Mannerby
- 『懐しの島へ』 Love's Redemption : 監督アルバート・パーカー、主演ノーマ・タルマッジ、1921年 - 出演・役 Clifford Standish
- 『愚なる妻』 Foolish Wives : 監督・主演エリッヒ・フォン・シュトロハイム、1922年 - ノンクレジット出演・役 Rude Soldier/Armless Soldier
- 『久遠の微笑』 Smilin' Through : 監督シドニー・フランクリン、主演ノーマ・タルマッジ、1922年 - 出演・役 Kenneth Wayne/Jeremiah Wayne
- 『怪指紋』 Find the Woman : 監督トム・テリス、主演アルマ・ルーベンス、1922年 - 出演・役 Philip Vandevent
- 『黄金の篭』 Her Gilded Cage : 監督サム・ウッド、主演グロリア・スワンソン、1922年 - 出演・役 Lawrence Pell
- 『浮気女房』（別題『太古の恋人』） The Primitive Lover : 監督シドニー・フランクリン、主演ノーマ・タルマッジ、1922年 - 出演・役 Hector Tomley
- 『ふるさとの家』 The Old Homestead : 監督ジェームズ・クルーズ、主演シオドア・ロバーツ、1922年 - 出演・役 Reuben Whitcomb
- 『影に怖えて』 Shadows : 監督トム・フォーマン、主演ロン・チェイニー、1922年 - 出演・役 John Malden
- When Love Comes : 監督ウィリアム・A・サイター、主演ヘレン・ジェローム・エディ、1922年 - 出演・役 Peter Jamison
- 『虚栄の市』 Vanity Fair : 監督ヒューゴー・ボーリン、主演メイベル・ボーリン、1923年 - 出演・役 George Osborne
- 『懐しの紐育』 Little Old New York : 監督シドニー・オルコット、主演マリオン・デイヴィス、1923年 - 出演・役 Larry Delevan
- Bright Lights of Broadway : 監督ウェブスター・キャンベル、主演ドリス・ケニヨン、1923年 - 出演・役 Thomas Drake
- 『春来りなば』 Maytime : 監督ルイ・ガスニエ、主演エセル・シャノン、1923年 - 出演・役 Richard Wayne
- 『愚者の黎明』 A Fool's Awakening : 監督ハロルド・ショウ、1924年 - 出演・役 John Briggs
- 『三浬沖合』 Three Miles Out : 監督アーヴィン・ウィラット、主演マッジ・ケネディ、1924年 - 出演・役 John Locke
- The Average Woman : 監督クリスティ・キャバンヌ、1924年 - 出演・役 Jimmy Munroe
- The Price of a Party : 監督チャールズ・ギブリン、主演ホープ・ハンプトン、1924年 - 出演・役 Robert Casson
- 『建国の乙女』 Janice Meredith : 監督E・メイソン・ホッパー、主演マリオン・デイヴィス、1924年 - 出演・役 Charles Fownes
- 『無謀な結婚』 The Mad Marriage : 監督フランク・P・ドノヴァン、主演ローズマリー・デイヴィス、1925年
- 『腕自慢』 Proud Flesh : 監督キング・ヴィダー、主演エリナー・ボードマン、1925年 - 出演・役 Don Jaime
- 『荒野の孤児』 Zander the Great : 監督ジョージ・W・ヒル、1925年 - 出演・役 Dan Murchinson
- The Marriage Whirl : 監督アルフレッド・サンテル、1925年 - 出演・役 Tom Carrol
- 『曲馬団のサリー』 Sally of the Sawdust : 監督D・W・グリフィス、主演キャロル・デンプスター、1925年 - ノンクレジット出演
- 『廻る小車』 The Wheel : 監督ヴィクター・シャーツィンガー、主演マーガレット・リヴィングストン、1925年 - 出演・役 Ted Morton
- 『駈落相手違ひ』 Lovers in Quarantine : 監督フランク・タトル、主演ビーブ・ダニエルズ、1925年 - 出演・役 Anthony Blunt
- 『竜巻』 That Royle Girl : 監督D・W・グリフィス、主演キャロル・デンプスター、1925年 - 出演・役 Fred Ketlar
- 『唄へ! 躍れ!』 The Song and Dance Man : 監督ハーバート・ブレノン、主演トム・ムーア、1926年 - 出演・役 Joseph Murdock
- 『地獄四百丁目』 Hell's Four Hundred : 監督ジョン・グリフィス・レイ、主演マーガレット・リヴィングストン、1926年 - 出演・役 John North
- 『サンディー』 Sandy : 監督ハリー・ボーモント、1926年 - 出演・役 Ramon Worth
- Up in Mabel's Room : 監督E・メイソン・ホッパー、主演マリー・プレヴォー、1926年 - 出演・役 Garry Ainsworth
- Almost a Lady : 監督E・メイソン・ホッパー、主演マリー・プレヴォー、1926年 - 出演・役 William Duke
- 『素晴らしい果報者』 The Nervous Wreck : 監督スコット・シドニー、共演フィリス・ヘイヴァー、1926年 - 主演・役 Henry Williams
- Rubber Tires : 監督アラン・ヘイル、1927年 - 出演・役 Bill James
- Night Bride : 監督E・メイソン・ホッパー、主演マリー・プレヴォー、1927年 - 出演・役 Stanley Warrington
- 『与太馬大当り』 No Control : 監督E・.J・バビル / スコット・シドニー、共演フィリス・ヘイヴァー、1927年 - 主演・役 John Douglas Jr
- The Rejuvenation of Aunt Mary : 監督アール・C・ケントン、主演メイ・ロブソン、1927年 - 出演・役 Jack Watkins
- 『寝台車の女』 The Girl in the Pullman : 監督アール・C・ケントン、主演マリー・プレヴォー、1927年 - 出演・役 Dr. Donald A. Burton
- A Woman Against the World : 監督ジョージ・アーチェンボード、共演ジョージア・ヘイル、1928年 - 主演・役 Schuyler Van Loan
- 『隼コーラン』 Let 'Er Go Gallegher : 監督エルマー・クリフトン、1928年 - 出演・役 Henry Clay Callahan
- A Blonde for a Night : 監督E・メイソン・ホッパー / F・マッグルー・ウィリス、主演マリー・プレヴォー、1928年 - 出演・役 Bob
- 『浮気は御法度』 Golf Widows : 監督アール・C・ケントン、主演ヴェラ・レイノルズ、1928年 - 出演・役 Charles Bateman
- 『金髪騒動』 Just Married : 監督フランク・R・ストレイヤー、1928年 - 出演・役 Jack Stanley
- 『三週間』 Three Weekends : 監督クラレンス・G・バッジャー、主演クララ・ボウ、1928年 - 出演・役 Turner
- 『ラッシュアワー』 The Rush Hour : 監督E・メイソン・ホッパー、主演マリー・プレヴォー、1928年 - 出演・役 Dan Morley
- Her Husband's Women : 監督レスリー・ピアス、主演ロイス・ウィルソン（英語版）、1929年
- The Flattering Word : 監督ブライアン・フォイ、1929年 - 主演

### 1930年代
- Love in High Gear : 監督フランク・R・ストレイヤー、共演アルバータ・ヴォーン、1932年 - 主演・役 Donald Ransome

## 関連事項
- ベアトリス・プレンティス（英語版）
- ハドソン劇場（英語版）
- フェイマス・プレイヤー＝ラスキー（英語版）
- ヴィクター・シャーツィンガー（英語版）
- フランク・R・ストレイヤー（英語版）
- ウッドランド・ヒルズ (ロサンゼルス市)（英語版）
- フォレスト・ローン・メモリアル・パーク (グレンデール)（英語版）
- ハリウッド大通り

## 註
1. 1 2 3 4 5 6 7 8 9 10 11 12  Harrison Ford, Internet Movie Database （英語）, 2010年6月24日閲覧。
2. 1 2  Harrison Ford, Internet Broadway Database （英語）, 2010年6月24日閲覧。
3. ↑  Ancestry of Harrison Ford, ancestry.com （英語）, 2010年6月24日閲覧。
4. ↑  『ブルーバード映画の記録』 : 製作・著・発行山中十志雄・塚田嘉信、1984年4月、p.60-63.
5. ↑  Harrison Ford, Find A Grave （英語）, 2010年6月24日閲覧。